# Eno Raud
Eno Raud, né le 15 février 1928 à Tartu et mort le 9 juillet 1996  à Haapsalu, est un écrivain estonien de littérature jeunesse.

## Biographie
Fils du poète Mart Raud, Eno Raud publie dans les années 1930 des petits récits dans la revue pour enfants Laste Rõõm sous le pseudonyme d'Eno Sammalhabe. Il est diplômé en lettres de l'université de Tartu en 1952. De 1952 à 1956, il travaille à la maison d'édition estonienne Eesti Riiklik Kirjastus.
Il se fait connaître grâce à son cycle Naksitrallid, Jälle need naksitrallid qui raconte les aventures de trois petits trolls (1972, 1975, 1979, 1982) et Sipsik (1962), l'histoire d'une poupée de chiffon qui prend vie - ce live est illustré par Edgar Valter.
Il est également auteur de quelques scénarios de dessins animés.

## Œuvres

### Prose
- (et) Roostevaba mõõk, 1957
- (et) Sõjakirves on välja kaevatud, 1959
- (et) Mõru kook, 1959
- (et) Kurjad mehikesed, 1961
- (et) Rein karuradadel, 1962
- (et) Sipsik, 1962
- (et) Anu ja Sipsik, 1970
- (et) Põdrasõit, 1965
- (et) Väike motoroller, 1965
- (et) Helikopter ja tuuleveski, 1966
- (et) Peep ja sõnad, 1967
- (et) Tuli pimendatud linnas, 1967
- (et) Etturid, 1968
- (et) Päris kriminaalne lugu, 1968
- (et) Huviline filmikaamera, 1969
- (et) Lugu lendavate taldrikutega, 1969
- (et) Telepaatiline lugu, 1970
- (et) Karu maja, 1972
- (et) Konn ja ekskavaator, 1972
- (et) Toonekurg vahipostil, 1974
- (et) Väike autoraamat, 1974
- (et) Naksitrallid. Esimene raamat, 1972
- (et) Naksitrallid. Teine raamat, 1975
- (et) Jälle need naksitrallid. Esimene raamat, 1979
- (et) Jälle need naksitrallid. Teine raamat, 1982
- (et) Märgutuled Padalaiul, 1977
- (et) Ninatark muna, 1980
- (et) Suvejutte veski alt, 1982
- (et) Kassid ja hiired, 1985
- (et) Siniste kaantega klade, 1993

### Poésie
- (et) Kalakari salakaril, 1975
- (et) Käbi käbihäbi, 1977
- (et) Padakonna vada, 1985
- (et) Kilul oli vilu, 1987
- (et) Kala kõnnib jala, 1997

### Autres
- (et) Kaval-Ants et Vanapagan, 1958
- (et) Suur Tõll, 1959
- (et) Kalevipoeg, 1961
- (et) Kilplased, 1962
- (et) Tark mees taskus, 1971

### Compilations
- (et) Kirju-Mirju, 1969
- (et) Kirju-Mirju vol 2, 1974

## Prix et distinctions
- 1974 : (international) « Honor List »[2], de l' IBBY, pour Naksitrallid